# Клуб «Shortbus»
«Клуб „Shortbus“» (англ. Shortbus) — фильм Джона Кэмерона Митчелла о молодых жителях современного Нью-Йорка, собирающихся в поисках личного счастья в полуподпольном клубе Shortbus. В центре сюжета — истории двух героев, консультанта семейных пар (сексуального терапевта) Софии, которой никак не удаётся достичь оргазма, и гомосексуала Джеймса, запутавшегося в отношениях с бойфрендом и готовящегося принять самое важное решение в своей жизни. В фильме, премьера которого состоялась 20 мая 2006 года на Каннском кинофестивале, с невиданной прежде для большого кино откровенностью показан самый широкий спектр сексуальных эпизодов, от традиционного секса до аутофелляции и гомосексуальной оральной сцены ménage à trois с распеванием национального гимна. На премьере режиссёр с гордостью заявил, что все оргазмы в его фильме настоящие. В российский ограниченный прокат лента вышла 11 января 2007 года.

## Сюжет
Фильм открывает рисованная панорама современного Нью-Йорка, плавно переходящая в три сексуальные сцены. В первой — женщина-доминатрикс Северин принимает клиента-мазохиста Джесса, в другой — гомосексуал Джеймс не без успеха пробует заняться оральным сексом с самим собой, наконец, в третьей — супруги София и Роб безудержно отдаются друг другу в самых немыслимых позах. София работает сексуальным терапевтом (или, как она предпочитает себя называть, консультантом семейных пар), однако ей самой ни разу в жизни не удалось достичь оргазма, сей факт она скрывает от мужа на протяжении нескольких лет. На приём к Софии приходит гомосексуальная пара, Джейми и Джеймс, решившие после пяти лет совместной жизни попробовать открытые отношения, допускающие связи на стороне. Консультация заканчивается конфузом — София отвешивает пощёчину Джейми, после чего признаётся в своей интимной проблеме. Парни, решая помочь девушке, приглашают её посетить полуподпольный клуб Shortbus, где нью-йоркцы всех возрастов собираются ради сексуальных, интеллектуальных и прочих развлечений.
На входе в Shortbus Софию встречает «хозяйка заведения», трансвестит Джастин Бонд, который устраивает ей экскурсию по своему клубу и знакомит её с завсегдатаями. Среди последних — садо-мазо-госпожа Северин, страдающая от одиночества, экс-модель и певец Сет, влюблённый в «Джеймисов» (Джейми и Джеймса), и многие другие экзотические персонажи. Все они с энтузиазмом начинают помогать Софии в преодолении аноргазмии.

## В ролях
- Ли Суин (Сукйинь) — София
- Пол Доусон — Джеймс
- Линдси Бимиш — Северин
- Пи Джей Дебой — Джейми
- Рафаэль Баркер — Роб
- Питер Стиклс — Калеб
- Джей Брэннан — Сет
- Джастин Бонд — Джастин Бонд
- Тристан Таормино, Мэри Бет Пейл, Джон Кэмерон Митчелл — камео
- Алан Манделл — Эд Коч

## Художественные особенности
Отличительной особенностью картины Джона Кэмерона Митчелла «Клуб „Shortbus“», снятой в жанре романтической комедии, является крайне откровенное изображение сексуальной жизни героев. Фильм включает порнографические сцены гетеросексуального, гомосексуального и группового секса, мастурбации и садомазохизма. Как остроумно отметила газета The Guardian, «первые три семяизвержения происходят прежде, чем вы успели притронуться к попкорну», а журнал Time назвал ленту Митчелла «первым порнофильмом для среднего класса». Однако сам режиссёр с последней оценкой не согласен. На пресс-конференции в Каннах он заметил: «Я не считаю свой фильм порнографическим, так как порнография характеризуется отсутствием художественных задач, её цель — возбудить, а я не думаю, что у кого-либо возникнет эрекция во время просмотра моего фильма». По словам Митчелла, он хотел «снять эмоционально-насыщенную, в нью-йоркском духе комедию, которая будет предельно сексуально откровенной, которая заставит думать и которая, возможно, окажется смешной». По замыслу режиссёра секс в фильме «Клуб „Shortbus“» призван служить метафорой человеческих взаимоотношений, страхов и любви.

## Факты
- Теглайн: «Вуайеризм — это соучастие» (Voyeurism is Participation)
- В ходе кастинга фильма «Клуб „Shortbus“» каждый претендент на роль представлял 10-минутное видео, в котором описывал свой самый важный сексуальный опыт. Режиссёр Джон Кэмерон Митчелл получил около 500 таких записей
- Роль посетителя клуба Shortbus, берущего с подноса печенье с марихуаной, исполнил Джонатан Кауэтт — создатель фильма «Проклятие» (Tarnation, 2003), над которым Митчелл работал в качестве исполнительного продюсера
- Чтобы актёры чувствовали себя более комфортно, режиссёр и оператор работали обнажёнными во время съёмок сексуальных сцен
- Идея одного из самых нетривиальных эпизодов картины — сцены, в которой Джеймс пытается заниматься оральным сексом с самим собой, — принадлежит Митчеллу. Ради осуществления режиссёрского замысла актёр Пол Доусон, игравший Джеймса, ежедневно в течение трёх месяцев упражнялся по найденной в Интернете книге «Искусство аутофелляции»
- Участие в съёмках фильма едва не стоило увольнения исполнительнице роли Софии канадской радиоведущей Ли Суинь. Сохранить место Ли удалось лишь благодаря давлению, оказанному на её работодателя, Канадскую телерадиовещательную корпорацию, со стороны таких деятелей культуры как Фрэнсис Форд Коппола, Майкл Стайп и Йоко Оно[5]
- Саундтрек к фильму написал и исполнил Скотт Мэтью